# 日本基督教団花巻教会

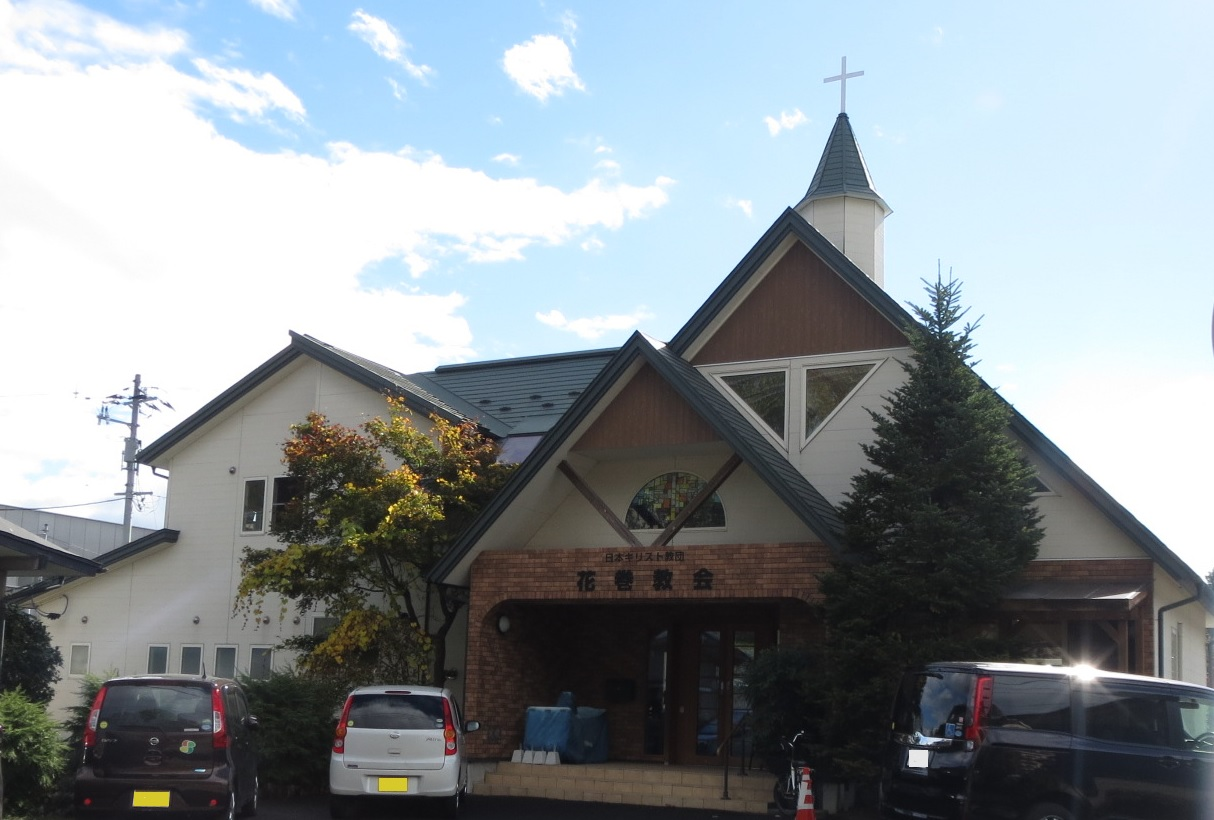
日本基督教団花巻教会（2018年10月）

日本基督教団花巻教会（にほんきりすときょうだん はなまききょうかい）は、岩手県花巻市にあるバプテスト系の日本基督教団の教会である。
1888年にバプテスト教会の宣教師T・P・ポートより1880年5月に受洗した池田清道が岩手県に来て花巻で伝道したことが最初である。その後、ポート宣教師が招かれて、3名が洗礼を受けて、池田を含めた4名で花巻浸礼教会が設立された。1886年にはエフレイム・ジョーンズや武田亀吉が出張伝道し、1904年にアスキリング、佐藤たつ、阿部治三郎らが伝道集会を持ち、阿部はそのまま花巻にとどまり集会を続けた。
1908年にバプテスト東北部会から伝道所として承認され、阿部治三郎が伝道師になる。
1930年に木村文太郎が牧師になる。1935年に教会堂を建設する。1941年日本基督教団に成立と共に所属した。終戦後も日本基督教団にとどまり、新生会に所属している。
1962年に新会堂が建設され、1964年に教会墓地が作られる。